# Redmonkey yellowfish
『redmonkey yellowfish』（レッドモンキー・イエローフィッシュ）は、大江千里8作目のオリジナル・アルバム。1989年10月21日にEPIC/SONY RECORDSから発売（規格品番：ESCB 1003）。

## 概要
ベスト・アルバム『Sloppy Joe』を経てリリース。編曲は清水信之。
1曲目は当時解散したばかりのレーベル・メイト・バンド、MODERNSと松尾一彦が演奏。ミュージック・ビデオも制作された。
2曲目はテレビ朝日系『どーする⁉TVタックル』初代エンディングテーマ。
レコーディングは国内、トラック・ダウンはアメリカ・ロサンゼルス。
初盤はピクチャー・レーベル。CDレーベル表面に大江の横顔が掲載。
24.8万枚を売上、オリコン最高位2位を記録。

## 収録曲
| 全作詞・作曲: 大江千里、全編曲: 清水信之（特記以外）。 |                                  |           |            |                     |      |
| #                                                      | タイトル                         | 作詞      | 作曲・編曲 | 編曲                | 時間 |
| 1.                                                     | 「WE ARE TRAVELLIN' BAND」       | 大江千里  | 大江千里   | The Travellin' Band | 3:11 |
| 2.                                                     | 「おねがい天国(red monkey cut)」 | 大江千里  | 大江千里   |                     | 4:09 |
| 3.                                                     | 「魚になりたい」                 | 大江千里  | 大江千里   |                     | 4:59 |
| 4.                                                     | 「年上の彼氏によろしく」         | 大江千里  | 大江千里   |                     | 3:53 |
| 5.                                                     | 「今日はこんな感じ」             | 大江千里  | 大江千里   |                     | 2:57 |
| 6.                                                     | 「吹雪におくれ毛」               | 大江千里  | 大江千里   |                     | 3:50 |
| 7.                                                     | 「文化祭」                       | 大江千里  | 大江千里   |                     | 3:33 |
| 8.                                                     | 「雪山へおいでよ」               | 大江千里  | 大江千里   |                     | 3:15 |
| 9.                                                     | 「向こうみずな瞳」               | 大江千里  | 大江千里   |                     | 3:20 |
| 10.                                                    | 「ラジオが呼んでいる」           | 大江千里  | 大江千里   |                     | 4:01 |
| 11.                                                    | 「いつかきっと」                 | 大江千里  | 大江千里   | 大江千里            | 3:37 |
| 合計時間:                                              | 合計時間:                        | 合計時間: | 40:45      |                     |      |

## ミュージシャン
- 橘厚也 - ギター（#1）
- 橘哲也 - ドラムス（#1）
- 八熊慎一 - ベース（#1）
- 松尾一彦 - ハーモニカ（#1）
- 大貫妙子 - デュエット、コーラス（#9）
- 清水信之 - シンセサイザー、ギター、コーラスほか
- 佐橋佳幸 - ギター、コーラス
- マーク・ゴールデンバーグ - ギター
- 野口明彦 - ドラムス
- 田中章弘 - ベース
- ジェイク・コンセプション - サックス
- 数原晋 - トランペット
- 田端元 - シンセサイザー・オペレーター
- 松浦善博 - スライド・ギター、コーラス

### SonyMusic
- RED MONKEY YELLOW FISH  –  ディスコグラフィ